# Dornod (tỉnh)
Dornod (tiếng Mông Cổ: Дорнод, có nghĩa là "Đông") là tỉnh cực đông trong số  21 tỉnh của Mông Cổ. Có tỉnh lỵ là Choibalsan. Phía bắc giáp vùng Zabaykalsky của Nga, phía nam giáp tỉnh Sükhbaatar, phía đông giáp khu tự trị Nội Mông của Trung Quốc và phía tây giáp tỉnh Khentii.

## Dân cư
Giống như cả nước, phân nhóm người Mông Cổ Khalka là nhóm cư dân chính tại tỉnh Dornod, tuy nhiên phân nhóm Mông Cổ Buryat chiếm đến 22,8% tổng dân số (17.196 vào năm 2000) tập trung tại các sum ở vùng đông bắc như Dashbalbar, Tsagaan-Ovoo, Bayan-Uul, Bayandun và tỉnh lị Choibalsan. Ngoài ra cũng có một số phân nhóm Mông Cổ khác như: Barga (tại các sum Gurvanzagal và Hölönbuir), Uzemchin (tại các sum Sergelen, Bayantümen, Bulgan, Chuluunhoroot và thành phố Choibalsan), Hamnigan tại (Bayan-Uul vàTsagaan-Ovoo.

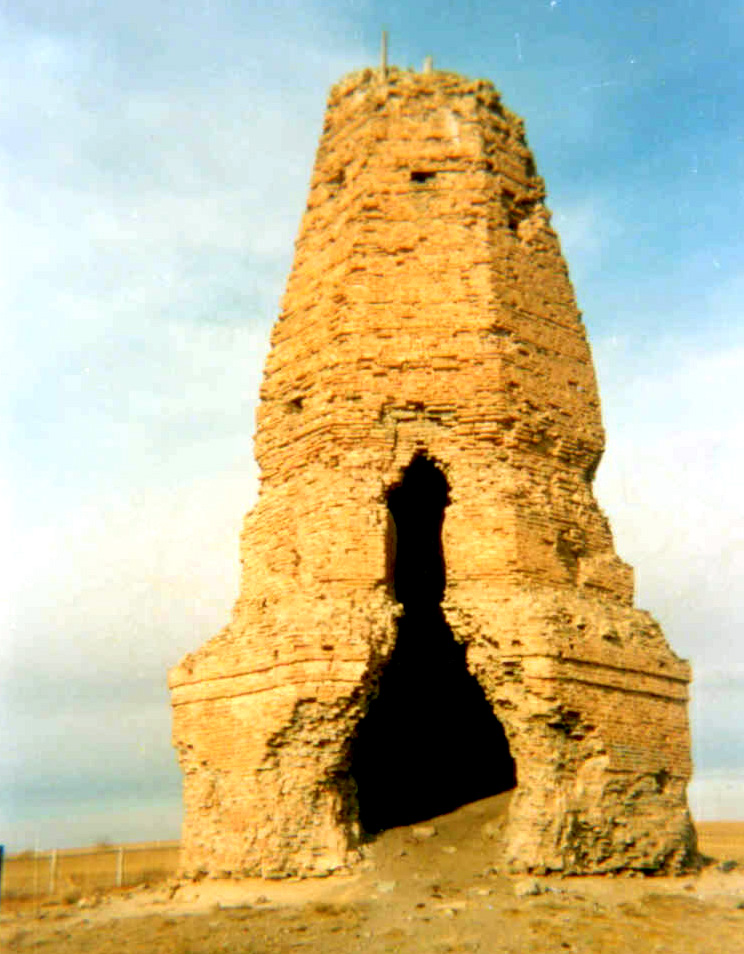
Bảo tháp từ thời Khiết Đan, thế kỷ thứ 10

## Lịch sử
Tỉnh Dornod được thành lập khi Mông Cổ tiến hành tái cấu trúc hành chính vào năm 1941 với tên gọi Choibalsan, theo tên của lãnh tụ cộng sản Mông Cổ Khorloogiin Choibalsan. Tỉnh lị trước đây gọi là Bayan Tümen, cũng được đổi tên thành Choibalsan. Năm 1963, tỉnh được đổi sang tên hiện tại là Dornod.

## Giao thông
Sân bay Choibalsan (COQ/ZMCD) có một đường băng được lát nhựa, và có các chuyến bay định kỳ đến thủ đô Ulan Bator.

## Hành chính
| Sum                       | Tiếng Mông Cổ           | Diện tích(km²) | Dân số (2005) | Dân số (2009) | Mật độ (/km²) | Dân số trung tâm sum |
| ------------------------- | ----------------------- | -------------- | ------------- | ------------- | ------------- | -------------------- |
| Bayandun                  | Баяндун                 | 6.237          | 2.906         | 2.936         | 0,47          | 1.231                |
| Bayantümen                | Баянтүмэн               | 8.321          | 1.945         | 2.006         | 0,24          | 840                  |
| Bayan-Uul                 | Баян-Уул                | 5.623          | 4.737         | 4.451         | 0,79          | 2.553                |
| Bulgan                    | Булган                  | 7.111          | 1.860         | 1.775         | 0,25          | 815                  |
| Choibalsan (sum)          | Чойбалсан               | 10.152         | 2.844         | 2.691         | 0,27          | 1.305                |
| Chuluunhoroot (Ereentsav) | Чулуунхороот (Эрээнцав) | 6.539          | 1.518         | 1.609         | 0,25          | 696                  |
| Dashbalbar                | Дашбалбар               | 8.713          | 3.347         | 3.246         | 0,37          | 1,461                |
| Gurvanzagal               | Гурванзагал             | 5.252          | 1.386         | 1.338         | 0,25          | 441                  |
| Halhgol                   | Халхгол                 | 28.093         | 2.863         | 3.203         | 0,11          | 1.756                |
| Kherlen (Sümber) *        | Хэрлэн (Сүмбэр)         | 281            | 40.667        | 40.439        | 143,91        | 40.439               |
| Hölönbuir                 | Хөлөнбуйр               | 3.773          | 1.847         | 1.776         | 0,47          | 804                  |
| Matad                     | Матад                   | 22.831         | 2.274         | 2.526         | 0,11          | 834                  |
| Sergelen                  | Сэргэлэн                | 4.169          | 2.194         | 2.198         | 0,53          | 577                  |
| Tsagaan-Ovoo              | Цагаан-Овоо             | 6.502          | 3.393         | 3.696         | 0,57          | 1.488                |

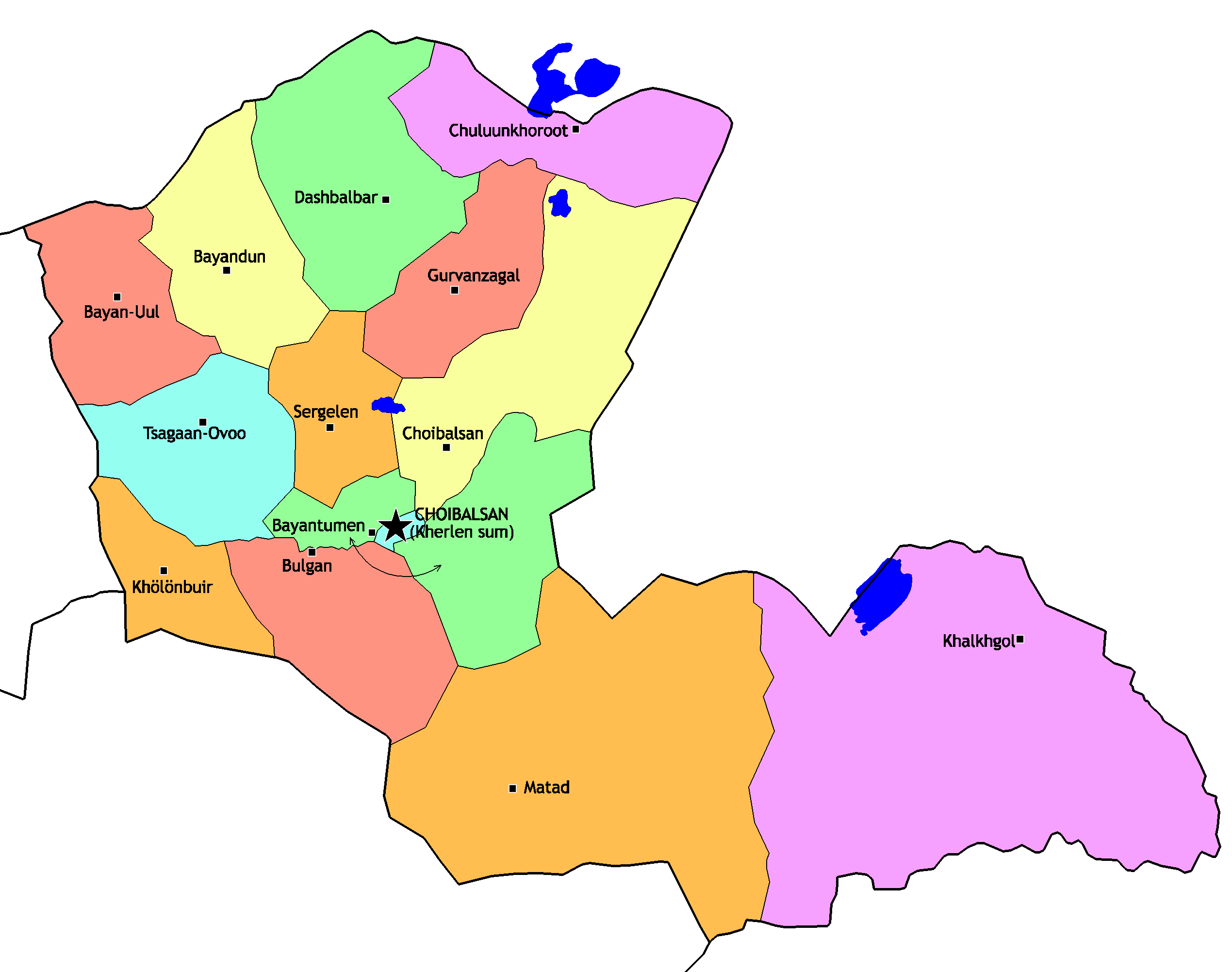
Các Sum của Dornod

* - Trung tâm sum là tỉnh lị Choibalsan(Чойбалсан)